# 弗呂根峰
47°10′48″N 9°07′37″E / 47.18004°N 9.12698°E
弗呂根峰（德語：Flügenspitz），是瑞士的山峰，位於該國東北部，由聖加侖州負責管轄，屬於阿爾卑斯山脈的一部分，距離伯爾尼130公里，海拔高度1,739米，每年平均降雨量1,954毫米。